# Димитър Найденов (политик)
Димитър Георгиев Найденов е български юрист и политик от движение „Да, България“. Народен представител от коалиция „Демократична България“ в XLV, XLVI и XLVIII народно събрание. Бивш общински съветник от листата на „Демократична България“ в Общински съвет Бургас (2019 – 2021).

## Биография
Димитър Найденов е роден на 19 юли 1970 г. в град Бургас, Народна република България. Завършва Средно специално училище по морски и океански риболов, както и специалност „Право“ в Бургаски свободен университет. През 1991 г. родителите му емигрират в Англия, но той остава в България. От 1992 г. развива частен бизнес в родния си град, в сферата на заведенията за хранене и развлечение. Става управител на емблематичен кафе-клуб в центъра на Бургас, както и съосновател на верига ресторанти в града. В периода от октомври 2019 до април 2021 г. е общински съветник от листата на „Демократична България“ в Общински съвет Бургас.